# Mađere (Prokuplje)
Pour les articles homonymes, voir Mađere.
Mađere (en serbe cyrillique : Мађере) est un village de Serbie situé dans la municipalité de Prokuplje, district de Toplica. Au recensement de 2011, il comptait 262 habitants.

## Démographie

### Évolution historique de la population
| 1948  | 1953  | 1961 | 1971 | 1981 | 1991 | 2002 | 2011 |
| ----- | ----- | ---- | ---- | ---- | ---- | ---- | ---- |
| 1 062 | 1 089 | 928  | 716  | 557  | 436  | 363  | 262  |

|  |